# Loperpaar
In het schaakspel spreken we van het strategisch voordeel van het loperpaar wanneer een van de spelers nog over beide lopers beschikt, terwijl de andere speler nog slechts één loper heeft of geen lopers meer heeft.
Deze situatie ontstaat meestal door ruil van een loper tegen een paard, bijvoorbeeld in de Sämisch-variant van het Nimzo-Indisch: 1 d4 Pf6 2 c4 e6 3 Pc3 Lb4 4 a3 Lxc3+ 5 bxc3. De belangrijkste strategische kenmerken van deze stelling zijn de witte dubbelpion op de c-lijn en het witte loperpaar.

## Waarde van het loperpaar
De gebruikelijke waardering van zowel een loper als een paard is 3 punten (of: 3 pionnen). Een loper werkt op grotere afstand en bestrijkt meestal meer velden, maar heeft als beperking dat hij slechts de velden van één kleur kan bestrijken. Een paard werkt op kleinere afstand en bestrijkt minder velden, maar heeft niet de beperking van de loper. Een paard kan in beginsel alle velden van het bord bereiken. Deze kenmerken houden elkaar ongeveer in evenwicht, waardoor een paard en loper in het algemeen als even sterk worden gezien.
De combinatie van twee lopers is als regel echter sterker dan de combinatie van paard en loper of twee paarden. De twee lopers samen hebben namelijk wel de genoemde voordelen van de loper, maar niet het nadeel van de eenkleurigheid. Ze kunnen samen alle velden van het bord bestrijken. Het loperpaar is een subtiel strategisch voordeel, dat in handen van een bekwame schaker doorslaggevend kan worden. Wilhelm Steinitz noemde het loperpaar een machtig wapen.
Wanneer het voordeel van het loperpaar slechts bereikt kan worden in combinatie met een ander nadeel, dan is een belangrijk gegeven dat het loperpaar gemakkelijk verloren kan gaan door ruil.

## Strategische richtlijnen
Het voordeel van het loperpaar kan zowel in het middenspel als in het eindspel tot uitdrukking komen.
In het middenspel is het loperpaar vooral een aanvalswapen. De belangrijkste richtlijnen zijn:
- De lopers zijn het sterkst in een stelling met veel open diagonalen. Dus: liever pionnen ruilen in plaats van het centrum dicht te schuiven.
- De lopers werken goed op afstand. Ze kunnen bijvoorbeeld prima worden ontwikkeld met een fianchetto.

In het eindspel geldt dat de partij met het loperpaar in het voordeel is als:
- er pionnen op beide vleugels staan
- de torens van het bord zijn
- de stelling open is (geen dichtgeschoven pionformaties die de lopers hinderen)
- een gunstige afwikkeling mogelijk is